# Гринли (округ)
Гри́нли (англ. Greenlee County) — округ в штате Аризона, США. Официально образован в 1909 году. По состоянию на 2010 год, численность населения составляла 8 437 человек.

## География
По данным Бюро переписи США, общая площадь округа равняется 4 786,325 км2, из которых 473,970 км2 суша и 13,727 км2 или 0,300 % это водоёмы.

## Население
По данным переписи населения 2000 года в округе проживает 8 547 жителей в составе 3 117 домашних хозяйств и 2 266 семей. Плотность населения составляет 2,00 человека на км2. На территории округа насчитывается 3 744 жилых строений, при плотности застройки около 1,00-го строения на км2. Расовый состав населения: белые — 74,17 %, афроамериканцы — 0,51 %, коренные американцы (индейцы) — 1,66 %, азиаты — 0,15 %, гавайцы — 0,04 %, представители других рас — 20,02 %, представители двух или более рас — 3,45 %. Испаноязычные составляли 43,07 % населения независимо от расы.
В составе 39,20 % из общего числа домашних хозяйств проживают дети в возрасте до 18 лет, 58,30 % домашних хозяйств представляют собой супружеские пары проживающие вместе, 9,00 % домашних хозяйств представляют собой одиноких женщин без супруга, 27,30 % домашних хозяйств не имеют отношения к семьям, 24,50 % домашних хозяйств состоят из одного человека, 7,30 % домашних хозяйств состоят из престарелых (65 лет и старше), проживающих в одиночестве. Средний размер домашнего хозяйства составляет 2,73 человека, и средний размер семьи 3,26 человека.
Возрастной состав округа: 31,70 % моложе 18 лет, 7,50 % от 18 до 24, 28,20 % от 25 до 44, 22,60 % от 45 до 64 и 22,60 % от 65 и старше. Средний возраст жителя округа 34 лет. На каждые 100 женщин приходится 109,20 мужчин. На каждые 100 женщин старше 18 лет приходится 108,00 мужчин.
Средний доход на домохозяйство в округе составлял 39 384 USD, на семью — 43 523 USD. Среднестатистический заработок мужчины был 38 952 USD против 23 333 USD для женщины. Доход на душу населения составлял 15 814 USD. Около 8,00 % семей и 9,90 % общего населения находились ниже черты бедности, в том числе — 11,10 % молодежи (тех, кому ещё не исполнилось 18 лет) и 8,70 % тех, кому было уже больше 65 лет.